# Borndiepklasse

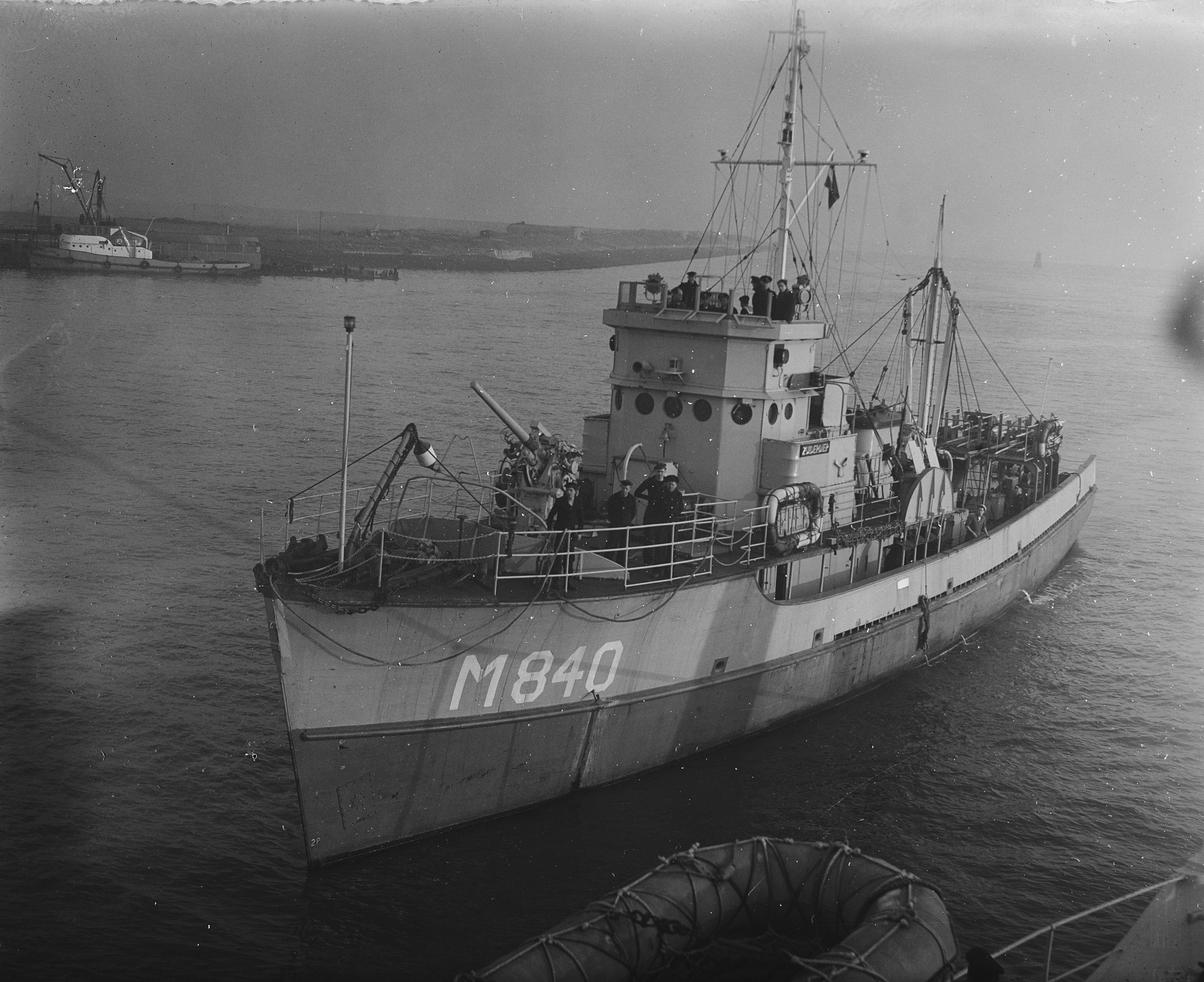
Hr. Ms. Zuiderdiep

De Borndiepklasse was een serie van tien mijnenvegers. De schepen zijn allemaal gebouwd in de Verenigde Staten gedurende de Tweede Wereldoorlog als mijnenvegers van YMS-klasse, die voornamelijk bedoeld waren voor het vegen van de binnenwateren. In totaal zijn er 481 van deze mijnenvegers gebouwd. Van de 481 zijn er 80 gebouwd om dienst te doen bij de Britse marine. Deze schepen waren ook wel bekend als de mijnenvegers van de BYMS-klasse.
Na de Tweede Wereldoorlog waren tien van deze Britse mijnenvegers actief in de Nederlandse kustwateren. Daarop werd besloten, in het kader van het Mutual Defense Aid Program, deze tien mijnenvegers aan de Nederlandse marine over te dragen.

## Schepen
- Hr. Ms. Borndiep (1946 - 1962)
- Hr. Ms. Deurloo (1946 - 1962)
- Hr. Ms. Hollandsdiep (1946 - 1957)
- Hr. Ms. Marsdiep (1947 - 1956)
- Hr. Ms. Oosterschelde (1947 - 1957)
- Hr. Ms. Texelstroom (1947 - 1976)
- Hr. Ms. Vliestroom (1947 - 1962)
- Hr. Ms. Volkerak (1946 - 1957)
- Hr. Ms. Westerschelde (1946 - 1957)
- Hr. Ms. Zuiderdiep (1947 - 1962)